# Maël Lépicier
Maël Lépicier (Le Mans, 14 januari 1986) is een Frans-Congolese voetballer die sinds 2019 uitkomt voor Rochefortoise FC. Hij is een neef van tennisser Jo-Wilfried Tsonga.

## Carrière
Lépicier kwam in 2008 via de Franse lageredivisionisten SO Châtellerault en FC Martigues bij de toenmalige Belgische tweedeklasser Excelsior Virton terecht. Na een seizoen pikte reeksgenoot RAEC Mons hem daar op. Lépicier werd meteen een vaste waarde bij de Henegouwers en in 2011 promoveerde hij met Bergen naar Eerste klasse. Na anderhalf seizoen in de hoogste divisie maakte hij in januari 2013 de overstap naar Beerschot AC.
Lang duurde zijn passage bij Beerschot echter niet, want in mei 2013 werd de club failliet verklaard. Lépicier bleef hierna een tijdje zonder club, tot hij op 6 februari 2014 een contract ondertekende bij Antwerp FC. Daar kwam hij echter nooit veel aan spelen toe, waarna hij op 16 juni 2015 een contract voor één seizoen met optie voor een bijkomend seizoen ondertekende bij KSV Roeselare. Lépicier speelde vier seizoenen voor Roeselare en tekende nadien bij Rochefortoise FC in Derde klasse amateurs.

## Spelerstatistieken
| Seizoen | Club                             | Land      | Competitie            | Wed. | Goals |
| ------- | -------------------------------- | --------- | --------------------- | ---- | ----- |
| 2006/07 | SO Châtellerault                 | Frankrijk | CFA2                  | 36   | 0     |
| 2007/08 | FC Martigues                     | Frankrijk | CFA                   | 24   | 0     |
| 2008/09 | Excelsior Virton                 | België    | Tweede Klasse         | 31   | 0     |
| 2009/10 | RAEC Mons                        | België    | Tweede Klasse         | 39   | 2     |
| 2010/11 | RAEC Mons                        | België    | Tweede Klasse         | 22   | 1     |
| 2011/12 | RAEC Mons                        | België    | Eerste Klasse         | 28   | 3     |
| 2012/13 | RAEC Mons                        | België    | Eerste Klasse         | 15   | 1     |
| 2012/13 | Beerschot AC                     | België    | Eerste Klasse         | 8    | 1     |
| 2013/14 | Antwerp FC                       | België    | Tweede Klasse         | 9    | 0     |
| 2014/15 | Antwerp FC                       | België    | Tweede Klasse         | 7    | 0     |
| 2015/16 | KSV Roeselare                    | België    | Tweede Klasse         | 18   | 0     |
| 2016/17 | KSV Roeselare                    | België    | Eerste klasse B       | 23   | 5     |
| 2017/18 | KSV Roeselare                    | België    | Eerste klasse B       | 21   | 2     |
| 2018/19 | KSV Roeselare                    | België    | Eerste klasse B       | 16   | 0     |
| 2019/20 | Royale Jeunesse Rochefortoise FC | België    | Derde klasse amateurs | 15   | 1     |
| 2020/21 | Royale Jeunesse Rochefortoise FC | België    | Derde klasse amateurs | 0    | 0     |
|         |                                  |           | Totaal                | 312  | 16    |

Bijgewerkt tot 15 september 2020

## Erelijst
Le Mans UC
- Coupe Gambardella (2004)